# Смоловка (Октябрьский район)
Смоловка (бел. Смало́ўка) — деревня в Октябрьском районе Гомельской области Беларуси. В составе Краснослободского сельсовета.
На юге граничит с лесом и урочищем Волчий Бор.

## География

### Расположение
В 23 км на юго-запад от Октябрьского, 16 км от железнодорожной станции Рабкор (на ветке Бобруйск — Рабкор от линии Осиповичи — Жлобин), 252 км от Гомеля.

## Гидрография
На реке Оресса (приток реки Птичь).

## Транспортная сеть
Транспортные связи по просёлочной, затем автомобильной дороге Октябрьский — Новосёлки. Планировка состоит из прямолинейной широтной улицы, к которой на востоке присоединяется с юга короткая прямолинейная улица. Застройка двусторонняя, неплотная, деревянная, усадебного типа.

## История
По письменным источникам известна с начала XX века. В 1908 году хутор в Комаровичской волости Мозырского уезда Минской губернии. Особенно быстро деревня строилась в 1920-е годы. В 1931 году жители вступили в колхоз.
Во время Великой Отечественной войны в апреле 1942 года немецкие оккупанты сожгли 6 дворов и убили 4 жителя. 14 жителей погибли на фронте. Согласно переписи 1959 года в составе совхоза «Краснослободский» (центр — деревня Красная Слобода).
Червоннослободский сельсовет в июне 2005 года был переименован в Краснослободский.

## Население

### Численность
- 2009 год — 22 жителя

### Динамика
- 1908 год — 4 двора, 22 жителя.
- 1940 год — 39 дворов, 174 жителя.
- 1959 год — 247 жителей (согласно переписи).
- 2004 год — 31 хозяйство, 48 жителей.
- 2009 год — 22 жителя[4] (перепись населения)